# Indian Heaven Wilderness

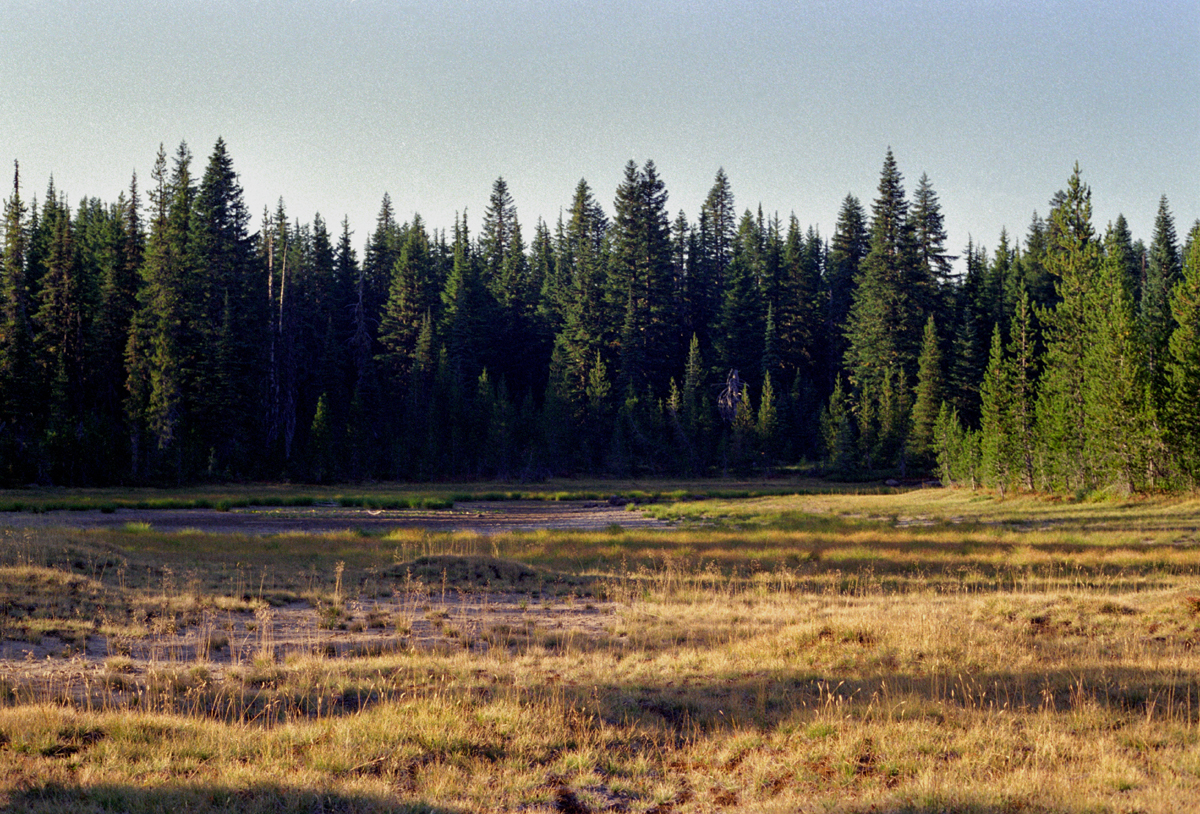
Prähistorische indianische Rennstrecke in Indian Heaven

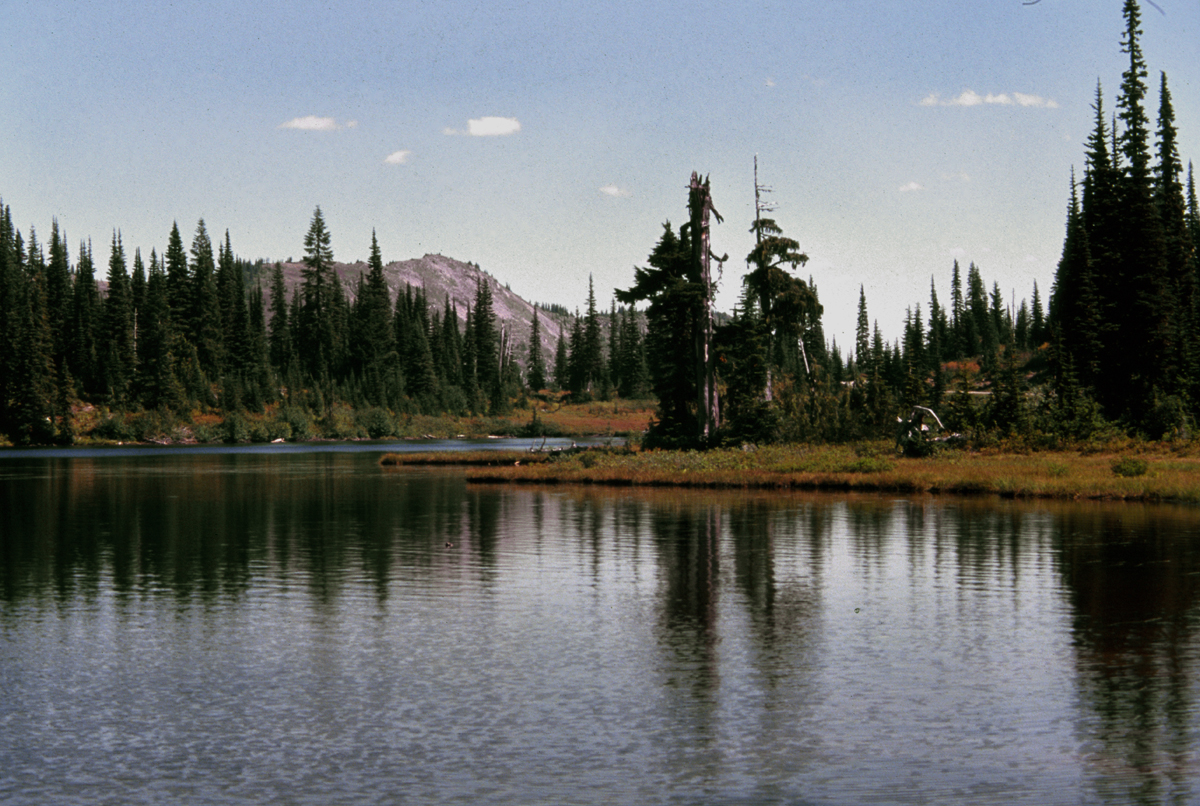
Einer der Race Track Lakes nahe der indianischen Rennstrecke

Die Indian Heaven Wilderness a ist ein Schutzgebiet innerhalb des Gifford Pinchot National Forest im Südwesten des US-Bundesstaates Washington. Das Wildnisgebiet besteht aus 20.782 Acres (8.410 ha) eines weiten, bewaldeten Plateaus mit Wiesen, das sich über zahlreiche Vulkankegel und mindestens 150 kleine Seen, Teiche und Sümpfe ausbreitet. Das Wildnisgebiet enthält auch das Vulkanfeld Indian Heaven. Ursprünglich wurde die Gegend von den Indianern als „Sahalee Tyee“ bezeichnet; es war und ist für die indigenen Völker kulturell bedeutsam. Während der letzten 9.000 Jahre streiften die Yakima, die Klickitat, die Wasco-Wishram, die Wasco, die Wishram und die Umatilla durch das Gebiet, um Beeren zu sammeln, zu fischen und zu jagen.

## Landschaft
Einst floss Lava aus den zahlreichen Vulkankegeln, die sich über die Hochebene erheben und als Schildvulkane, Schlacken- und Aschenkegel klassifiziert werden können und eine mittlere Höhe von 4.500 ft (ca. 1.400 m) erreichen. Den höchsten Punkt des Gebietes bildet der Lemei Rock (5.927 ft (1.807 m)), dessen Krater heute den Lake Wapiki enthält. Weitere prominente Vulkane sind der Bird Mountain, der Sawtooth Mountain, der Gifford Peak, der East Crater und der Red Mountain. Das Big Lava Bed ist das Ergebnis der jüngsten vulkanischen Aktivität vor etwa 8.200 Jahren.
| Name              | Höhe in Metern | Koordinaten           | Letzter Ausbruch   |
| ----------------- | -------------- | --------------------- | ------------------ |
| Big Lava Bed      | 1.279          | 45° 55′ N, 121° 45′ W | vor ≈ 8.150 Jahren |
| Bird Mountain     | 1.712          | 46° 2′ N, 121° 47′ W  | vor ≈ 8.200 Jahren |
| Crazy Hills       |                |                       |                    |
| East Crater       | 1.614          | 46° 0′ N, 121° 47′ W  | vor ≈ 8.200 Jahren |
| Gifford Peak      | 1.636          | 45° 59′ N, 121° 48′ W | vor ≈ 8.200 Jahren |
| Lemei Rock        | 1.806          | 46° 1′ N, 121° 46′ W  | vor ≈ 8.200 Jahren |
| Lone Butte        | 1.457          | 46° 3′ N, 121° 50′ W  | vor ≈ 8.200 Jahren |
| Red Mountain      | 1.513          | 45° 56′ N, 121° 49′ W | vor ≈ 8.200 Jahren |
| Sawtooth Mountain | 1.632          | 46° 4′ N, 121° 46′ W  | vor ≈ 8.200 Jahren |

### Geologie
Der Lemei Rock ist einer der vielen Schildvulkane, die von Schlacken- und Aschenkegeln gekrönt werden und das Vulkanfeld Indian Heaven ausmachen. Etwa 60 eruptive Zentren sind in der 30 km langen, N10°E-gerichteten Indian-Heaven-Bruchzone auszumachen. Das etwa 600 km² große Vulkanfeld hat ein Volumen von ca. 100 Kubikkilometern und bildet den westlichen Teil eines 2.000 km² großen quartären Basalt-Feldes in den südlichen Kaskaden Washingtons, das auch die King-Mountain-Bruchzone zusammen mit dem Mount Adams einschließt.

## Fauna und Flora

### Fauna
Das Wildnisgebiet wird von Hirschen und Wapitis bis zum Einbruch des Winters bewohnt, die zusammen mit Schwarzbären von den üppigen im Herbst reifen Beständen von Huckleberrys (Vaccinium parvifolium) angelockt werden, bevor die Schneefälle sie in tiefere Lagen drängen. Zahlreiche Vogelarten sind im Gebiet heimisch; auch kleinere Arten des Waldes wie Streifenhörnchen sind zu beobachten.

### Flora
Meist bestehen die Nadelwälder aus Felsengebirgs-Tannen und Douglasien. Das Gebiet (einschließlich der Sawtooth Berry Fields [dt. etwa „Beeren-Felder am Sawtooth“]) ist für seine Massen an Huckleberrys bekannt, die von Mitte August bis Anfang September reif sind. Sie wachsen besonders häufig in den von alten Tannenbeständen umgebenen Wiesen, die in der Vergangenheit von den Indianern regelmäßig niedergebrannt wurden, um das Wachstum der Beerensträucher anzuregen und den Ertrag zu steigern.

## Tourismus
Der Pacific Crest National Scenic Trail quert das Wildnisgebiet, das für die vielen Seen und die Aussichten auf die nahegelegenen Vulkane (Mount Adams, Mount Hood, Mount St. Helens, Mount Rainier) bekannt ist, von Süd nach Nord. Es ist auch bei Wanderern für die vielen hier vorkommenden Mücken bekannt. Weitere wichtige Wege durch das Gebiet sind der Indian Heaven Trail und der Cultus Creek Trail, welche die Ostseite des Bird Mountain, und der Lemei Trail, welcher die Ostseite des Lemei Rock quert und den Lake Wapiki passiert. Im Spätherbst leuchten die Huckleberry-Sträucher außer in den Farben ihrer Beeren in manchen Jahren in kräftigem Orange.
Nahezu 8.000 Menschen besuchten 2015 das Gebiet, um Erholung zu finden, was die Standards des U.S. Forest Service für Einsamkeit und Abgeschiedenheit überschritt.